# Elecciones municipales de Utcubamba de 2002
Las elecciones municipales de Utcubamba de 2002 se llevaron a cabo el 17 de noviembre de 2002 para elegir al alcalde y al Concejo Provincial de Utcubamba para el periodo 2003-2006. La elección se celebró simultáneamente con elecciones regionales y municipales (provinciales y distritales) en todo el Perú.
Las elecciones mostraron una mayor fragmentación política en Utcubamba: José Novoa, alcalde en funciones, logró su reelección postulando por el movimiento Energía Comunal Amazónica. Segundo Hernández, representante de una lista independiente, quedó en segundo lugar y Ántero Dueñas, exalcalde fujimorista de Cajaruro y candidato del partido Primero Perú, en tercer lugar. En una contienda marcada por divisiones internas, Milecio Vallejos, alcalde entre 1990 y 1998, participó con una lista independiente tras su ruptura con Acción Popular, ubicándose en cuarto lugar. Por su parte, Roger Aguilar, candidato accionpopulista, quedó relegado al quinto lugar.
A pesar de ser la fuerza política más votada en las elecciones distritales, Energía Comunal Amazónica no logró ganar ninguna alcaldía. En contraste, la lista independiente Movimiento Independiente Unidos al Campo se alzó con el control de dos concejos distritales, incluyendo Cumba, el segundo distrito más poblado de la provincia, a pesar de ser solo la cuarta fuerza más votada. Acción Popular sufrió un notable retroceso, conservando únicamente el distrito de El Milagro. Los partidos nacionales, aunque con menor presencia, obtuvieron victorias significativas: Primero Perú ganó en Cajaruro, el distrito con mayor número de votantes; Perú Posible y el Partido Aprista Peruano obtuvieron cada uno el control de un distrito.

## Sistema electoral
La Municipalidad Provincial de Utcubamba es el órgano administrativo y de gobierno de la provincia de Utcubamba. Está compuesta por el alcalde y el Concejo Provincial.
La votación del alcalde y el concejo se realiza en base al sufragio universal, que comprende a todos los ciudadanos nacionales mayores de dieciocho años, empadronados y residentes en la provincia de Utcubamba y en pleno goce de sus derechos políticos, así como a los ciudadanos no nacionales residentes y empadronados en la provincia de Utcubamba.
El Concejo Provincial de Utcubamba está compuesto por 11 regidores elegidos por sufragio directo para un período de cuatro (4) años, en forma conjunta con la elección del alcalde (quien lo preside). La votación es por lista cerrada y bloqueada. Se asigna a la lista ganadora los escaños según el método d'Hondt o la mitad más uno, lo que más le favorezca. Es elegido como alcalde el candidato que ocupe el primer lugar de la lista que haya obtenido la más alta votación.

## Composición del Concejo Provincial de Utcubamba
La siguiente tabla muestra la composición del Concejo Provincial de Utcubamba antes de las elecciones.
| Partidos | Partidos                                 | Regidores |
| -------- | ---------------------------------------- | --------- |
|          | Lista Independiente La Fuerza del Cambio | 7         |
|          | Acción Popular                           | 2         |
|          | Movimiento Independiente Vamos Vecino    | 2         |

## Partidos y candidatos
A continuación se muestra una lista de los principales partidos y alianzas electorales que participaron en las elecciones:
| Candidatura | Candidatura | Partidos y alianzas | Candidatos | Candidatos                | Ideología                                               | Resultado previo | Resultado previo | Ref. |
| Candidatura | Candidatura | Partidos y alianzas | Candidatos | Candidatos                | Ideología                                               | Votos (%)        | Reg.             | Ref. |
| ----------- | ----------- | --- | ---------- | ------------------------- | ------------------------------------------------------- | ---------------- | ---------------- | ---- |
|             | AP          | Lista - Acción Popular (AP) |            | Roger Aguilar Alvarado    | Humanismo Nacionalismo cívico Reformismo                | 29.09%           | 2                |      |
|             | APRA        | Lista - Partido Aprista Peruano (APRA) |            | Antonio Pastor Muñoz      | Aprismo                                                 | 2.02%            | 0                |      |
|             | PP          | Lista - Perú Posible (PP) |            | Valentín Vilchez Ipanaqué | Socioliberalismo Democracia liberal Tercera vía         | Nuevo            | Nuevo            |      |
|             | SP          | Lista - Somos Perú (SP) |            | Francisco Flores Rosillo  | Democracia cristiana Conservadurismo social             | Nuevo            | Nuevo            |      |
|             | UN          | Lista - Unidad Nacional (UN) – Partido Popular Cristiano (PPC) – Solidaridad Nacional (SN) – Renovación Nacional (RN) – Cambio Radical (CR) |            | María Pesantes de Zelada  | Democracia cristiana Conservadurismo Neoliberalismo     | Nuevo            | Nuevo            |      |
|             | MNI         | Lista - Movimiento Nueva Izquierda (MNI) |            | Juan Sánchez Castañeda    | Marxismo-leninismo Mariateguismo Socialismo democrático | Nuevo            | Nuevo            |      |
|             | P           | Lista - Primero Perú (P) |            | Ántero Dueñas Dávila      |                                                         | Nuevo            | Nuevo            |      |
|             | ECA         | Lista - Energía Comunal Amazónica (ECA) |            | José Novoa Flores         | Regionalismo amazonense                                 | Nuevo            | Nuevo            |      |
|             | IND         | Lista - Lista Independiente N° 1 Movimiento Independiente Unidos al Campo                                                                   |            | Segundo Hernández Vásquez | Localismo utcubambino                                   | Nuevo            | Nuevo            |      |
|             | IND         | Lista - Lista Independiente N° 3 Obras y Desarrollo                                                                                         |            | Milecio Vallejos Bravo    | Localismo utcubambino                                   | Nuevo            | Nuevo            |      |

## Resultados

### Sumario general
|                        |                                                                   |              |              |              |           |           |
| Partidos y coaliciones | Partidos y coaliciones                                            | Voto popular | Voto popular | Voto popular | Regidores | Regidores |
| Partidos y coaliciones | Partidos y coaliciones                                            | Votos        | %            | +/−          | Total     | +/−       |
|                        | Energía Comunal Amazónica (ECA)                                   | 6,629        | 20.84        | Nuevo        | 7         | +7        |
|                        | Lista Independiente N° 1 Movimiento Independiente Unidos al Campo | 4,924        | 15.48        | n/a          | 1         | +1        |
|                        | Primero Perú (P)                                                  | 4,558        | 14.33        | Nuevo        | 1         | +1        |
|                        | Lista Independiente N° 3 Obras y Desarrollo                       | 4,487        | 14.11        | n/a          | 1         | +1        |
|                        | Acción Popular (AP)                                               | 3,766        | 11.84        | –17.25       | 1         | –1        |
|                        | Partido Aprista Peruano (APRA)                                    | 2,691        | 8.46         | +6.44        | 0         | ±0        |
|                        | Perú Posible (PP)                                                 | 2,390        | 7.51         | Nuevo        | 0         | ±0        |
|                        | Unidad Nacional (UN)                                              | 1,294        | 4.07         | Nuevo        | 0         | ±0        |
|                        | Somos Perú (SP)                                                   | 666          | 2.09         | Nuevo        | 0         | ±0        |
|                        | Movimiento Nueva Izquierda (MNI)                                  | 406          | 1.28         | Nuevo        | 0         | ±0        |
|                        |                                                                   |              |              |              |           |           |
| Total                  | Total                                                             | 31,811       |              |              | 11        | ±0        |
|                        |                                                                   |              |              |              |           |           |
| Votos válidos          | Votos válidos                                                     | 31,811       | 86.28        | +0.65        |           |           |
| Votos en blanco        | Votos en blanco                                                   | 2,571        | 6.97         | +2.06        |           |           |
| Votos nulos            | Votos nulos                                                       | 2,486        | 6.74         | –2.63        |           |           |
| Votos emitidos         | Votos emitidos                                                    | 36,868       | 78.18        | +1.78        |           |           |
| Abstenciones           | Abstenciones                                                      | 10,288       | 21.82        | –1.78        |           |           |
| Votantes registrados   | Votantes registrados                                              | 47,156       |              |              |           |           |
|                        |                                                                   |              |              |              |           |           |
| Fuente:                |                                                                   |              |              |              |           |           |

### Concejo Provincial de Utcubamba
| Cargo                            | Autoridad electa            | Partido políticoa | Partido políticoa                                                 |
| -------------------------------- | --------------------------- | ----------------- | ----------------------------------------------------------------- |
| Alcalde Provincial de Utcubamba  | José Novoa Flores           |                   | Energía Comunal Amazónica                                         |
| Regidor Provincial de Utcubamba  | Antonio Politi Monteleone   |                   | Energía Comunal Amazónica                                         |
| Regidor Provincial de Utcubamba  | Domingo Rosales Vargas      |                   | Energía Comunal Amazónica                                         |
| Regidor Provincial de Utcubamba  | Williams Zumaeta Lucero     |                   | Energía Comunal Amazónica                                         |
| Regidora Provincial de Utcubamba | Silvia Romero de la Greca   |                   | Energía Comunal Amazónica                                         |
| Regidor Provincial de Utcubamba  | Humberto Irigoin Quintana   |                   | Energía Comunal Amazónica                                         |
| Regidor Provincial de Utcubamba  | Elmer Vallejos Carrasco     |                   | Energía Comunal Amazónica                                         |
| Regidora Provincial de Utcubamba | María Altamirano Montenegro |                   | Energía Comunal Amazónica                                         |
| Regidor Provincial de Utcubamba  | Donalde Zagaceta Mestanza   |                   | Lista Independiente N° 1 Movimiento Independiente Unidos al Campo |
| Regidor Provincial de Utcubamba  | Jorge Vásquez Bustamante    |                   | Primero Perú                                                      |
| Regidor Provincial de Utcubamba  | Jorge Mera Alarcón          |                   | Lista Independiente N° 3 Obras y Desarrollo                       |
| Regidor Provincial de Utcubamba  | Manuel Alvarado Jiménez     |                   | Acción Popular                                                    |

## Elecciones municipales distritales

### Sumario general
| Partidos y coaliciones | Partidos y coaliciones                                            | Voto popular | Voto popular | Voto popular | Alcaldías | Alcaldías |
| Partidos y coaliciones | Partidos y coaliciones                                            | Votos        | %            | +/−          | Total     | +/−       |
| ---------------------- | ----------------------------------------------------------------- | ------------ | ------------ | ------------ | --------- | --------- |
|                        | Energía Comunal Amazónica (ECA)                                   | 2,400        | 16.07        | Nuevo        | 0         | ±0        |
|                        | Primero Perú (P)                                                  | 2,008        | 13.44        | Nuevo        | 1         | +1        |
|                        | Perú Posible (PP)                                                 | 1,858        | 12.44        | Nuevo        | 1         | +1        |
|                        | Lista Independiente N° 1 Movimiento Independiente Unidos al Campo | 1,832        | 12.26        | n/a          | 2         | +2        |
|                        | Acción Popular (AP)                                               | 1,621        | 10.85        | –18.88       | 1         | –1        |
|                        | Partido Aprista Peruano (APRA)                                    | 1,560        | 10.44        | +9.34        | 1         | +1        |
|                        | Lista Independiente N° 3 Obras y Desarrollo                       | 1,214        | 8.13         | n/a          | 0         | ±0        |
|                        | Unidad Nacional (UN)                                              | 757          | 5.07         | Nuevo        | 0         | ±0        |
|                        | Somos Perú (SP)                                                   | 534          | 3.57         | +0.74        | 0         | ±0        |
|                        | Fuerza Democrática (FD)                                           | 320          | 2.14         | Nuevo        | 0         | ±0        |
|                        | Movimiento Nueva Izquierda (MNI)                                  | 276          | 1.85         | Nuevo        | 0         | ±0        |
|                        | Agrupación Independiente Unión por el Perú - Frente Amplio (UPP)  | 34           | 0.23         | Nuevo        | 0         | ±0        |
|                        | Integración 6 de Junio (I6J)                                      | 33           | 0.22         | Nuevo        | 0         | ±0        |
|                        | Listas independientes distritales                                 | 492          | 3.29         | n/a          | 0         | ±0        |
|                        |                                                                   |              |              |              |           |           |
| Total                  | Total                                                             | 14,939       |              |              | 6         | ±0        |
|                        |                                                                   |              |              |              |           |           |
| Votos válidos          | Votos válidos                                                     | 14,939       | 81.70        | –1.68        |           |           |
| Votos en blanco        | Votos en blanco                                                   | 1,764        | 9.65         | +3.71        |           |           |
| Votos nulos            | Votos nulos                                                       | 1,583        | 8.66         | –1.77        |           |           |
| Votos emitidos         | Votos emitidos                                                    | 18,286       | 78.58        | +2.36        |           |           |
| Abstenciones           | Abstenciones                                                      | 4,986        | 21.42        | –2.36        |           |           |
| Votantes registrados   | Votantes registrados                                              | 23,272       |              |              |           |           |
|                        |                                                                   |              |              |              |           |           |
| Fuente:                |                                                                   |              |              |              |           |           |

### Resultados por distrito
La siguiente tabla enumera el control de los distritos de la provincia de Utcubamba. El cambio de mando de una organización política se resalta del color de ese partido.
| Distrito     | Alcalde(sa) titular         | Partido político | Partido político | Alcalde(sa) electo(a)    | Partido político | Partido político        |
| ------------ | --------------------------- | ---------------- | ---------------- | ------------------------ | ---------------- | ----------------------- |
| Cajaruro     | Antero Dueñas Dávila        |                  | Vamos Vecino     | David Araujo Manosalva   |                  | Primero Perú            |
| Cumba        | Elias Díaz Benavides        |                  | Vamos Vecino     | Felipe Odiaga Pérez      |                  | Unidos al Campo         |
| El Milagro   | Selestino Rodríguez Hurtado |                  | Acción Popular   | Eva Larraín Reyes        |                  | Acción Popular          |
| Jamalca      | Segundo Villalobos Pérez    |                  | Acción Popular   | Roberto Ruiz Gómez       |                  | Partido Aprista Peruano |
| Lonya Grande | Antonio Aguilar Tapia       |                  | Vamos Vecino     | Kepler Delgado Tuesta    |                  | Perú Posible            |
| Yamón        | José Guevara Gonzales       |                  | Vamos Vecino     | Ricardo Rodríguez Zamora |                  | Unidos al Campo         |